# Sommesous
Sommesous és un municipi francès, situat al departament del Marne i a la regió del Gran Est. L'any 2007 tenia 428 habitants.

## Demografia

### Població
El 2007 la població de fet de Sommesous era de 428 persones. Hi havia 160 famílies, de les quals 36 eren unipersonals (8 homes vivint sols i 28 dones vivint soles), 56 parelles sense fills i 68 parelles amb fills.
La població ha evolucionat segons el següent gràfic:
Habitants censats

### Habitatges
El 2007 hi havia 176 habitatges, 164 eren l'habitatge principal de la família, 4 eren segones residències i 8 estaven desocupats. 169 eren cases i 7 eren apartaments. Dels 164 habitatges principals, 133 estaven ocupats pels seus propietaris, 23 estaven llogats i ocupats pels llogaters i 8 estaven cedits a títol gratuït; 2 tenien dues cambres, 13 en tenien tres, 42 en tenien quatre i 107 en tenien cinc o més. 161 habitatges disposaven pel capbaix d'una plaça de pàrquing. A 76 habitatges hi havia un automòbil i a 75 n'hi havia dos o més.

### Piràmide de població
La piràmide de població per edats i sexe el 2009 era:
| Homes | Edats   | Dones |
| ----- | ------- | ----- |
| 0     | 95 o +  | 0     |
| 0     | 90 a 94 | 0     |
| 4     | 85 a 89 | 4     |
| 4     | 80 a 84 | 4     |
| 4     | 75 a 79 | 0     |
| 16    | 70 a 74 | 12    |
| 12    | 65 a 69 | 20    |
| 8     | 60 a 64 | 0     |
| 8     | 55 a 59 | 12    |
| 4     | 50 a 54 | 8     |
| 12    | 45 a 49 | 16    |
| 12    | 40 a 44 | 8     |
| 16    | 35 a 39 | 20    |
| 36    | 30 a 34 | 24    |
| 16    | 25 a 29 | 16    |
| 4     | 20 a 24 | 8     |
| 8     | 15 a 19 | 0     |
| 8     | 10 a 14 | 32    |
| 20    | 5 a 9   | 24    |
| 8     | 0 a 4   | 12    |

## Economia
El 2007 la població en edat de treballar era de 257 persones, 197 eren actives i 60 eren inactives. De les 197 persones actives 191 estaven ocupades (107 homes i 84 dones) i 6 estaven aturades (1 home i 5 dones). De les 60 persones inactives 14 estaven jubilades, 26 estaven estudiant i 20 estaven classificades com a «altres inactius».

### Ingressos
El 2009 a Sommesous hi havia 176 unitats fiscals que integraven 454 persones, la mediana anual d'ingressos fiscals per persona era de 17.172 €.

### Activitats econòmiques
Dels 20 establiments que hi havia el 2007, 2 eren d'empreses alimentàries, 2 d'empreses de fabricació d'altres productes industrials, 2 d'empreses de construcció, 6 d'empreses de comerç i reparació d'automòbils, 1 d'una empresa d'hostatgeria i restauració, 1 d'una empresa financera, 2 d'empreses immobiliàries i 4 d'empreses de serveis.
Dels 4 establiments de servei als particulars que hi havia el 2009, 1 era una gendarmeria, 1 taller de reparació d'automòbils i de material agrícola, 1 paleta i 1 restaurant.
L'únic establiment comercial que hi havia el 2009 era una fleca.
L'any 2000 a Sommesous hi havia 21 explotacions agrícoles que ocupaven un total de 2.737 hectàrees.

## Equipaments sanitaris i escolars
El 2009 hi havia 1 escola maternal i 1 escola elemental.

## Poblacions més properes
El següent diagrama mostra les poblacions més properes.